# William Abendroth
Gustav William Abendroth (* 10. Juli 1838 in Pirna; † 2. März 1908 in Dresden) war ein deutscher Mathematiker, Physiker und Konrektor der Kreuzschule in Dresden.

## Leben
William Abendroth stammt aus einer in Scheibenberg im sächsischen Erzgebirge ansässig gewesenen Gelehrtenfamilie. Sein Großvater war der Apotheker Johann Georg Gottlieb Abendroth (1772–1837), der sich in Pirna niederließ. Der Bezirksgerichtsrat Gustav Adolph Abendroth war sein Vater.
Nach dem Schulbesuch studierte er ab 1858 an der Universität Leipzig Mathematik und Naturwissenschaften, wurde Mitglied der Studentenverbindung Leipziger Burschenschaft Dresdensia und promovierte 1862 zum Dr. phil. Im darauffolgenden Jahr erhielt er seine erste Anstellung als Lehrer am Vitzthumschen Gymnasium in Dresden. Wenig später wechselte er als Gymnasiallehrer für Mathematik und Naturwissenschaften an die Schule Zum Heiligen Kreuz, wo er 1876 den Professorentitel erhielt. 1870 wurde er Mitglied der Naturwissenschaftlichen Gesellschaft ISIS und des Vereins für Erdkunde in Dresden.
1905 erfolgte seine Ernennung zum Studienrat. 1907 ging er in den Ruhestand und starb im folgenden Jahr. Seine Beerdigung fand im Vorort Tolkewitz auf dem Johannisfriedhof statt.
Sein am 11. Mai 1880 in Dresden geborener Sohn Friedrich Wilhelm Abendroth wurde ebenfalls Lehrer.

## Werke
Bekannt wurde William Abendroth hauptsächlich durch einige seiner Publikationen zu mathematisch-naturwissenschaftlichen Themen. Dazu zählt insbesondere W. Abendroth’s Leitfaden der Physik, mit Einschluß der einfachsten Lehren der mathematischen Geographie, nach der Lehr- und Prüfungsordnung von 1893, für Gymnasien (I. Band: Kursus der Unter- und Obersekunda; II. Band: Kursus der Unter- und Oberprima) (mit 114 und 164 Figuren im Text und 1 Farbtafel im 2. Band), Ueber elektrisirte Flüssigkeitsstrahlen. Neue Versuche und Erklärungen, erschienen 1874, und Anfangsgründe der analytischen Geometrie der Ebene, für die oberste Stufe der höheren Schulen und zum Selbstunterricht, erschienen 1882.

## Ehrungen
- 1898 Ritterkreuz 1. Klasse des königlich-sächsischen Albrechts-Ordens